# Фрезендельф
Фрезендельф (нім. Fresendelf) — громада в Німеччині, розташована в землі Шлезвіг-Гольштейн. Входить до складу району Північна Фризія. Складова частина об'єднання громад Нордзе-Трене.
Площа — 2,6 км2. Населення становить 93 ос. (станом на 31 грудня 2020).